# Sosippus mexicanus
Sosippus mexicanus är en spindelart som beskrevs av Simon 1888. Sosippus mexicanus ingår i släktet Sosippus och familjen vargspindlar. Inga underarter finns listade i Catalogue of Life.